# Іса Болетіні

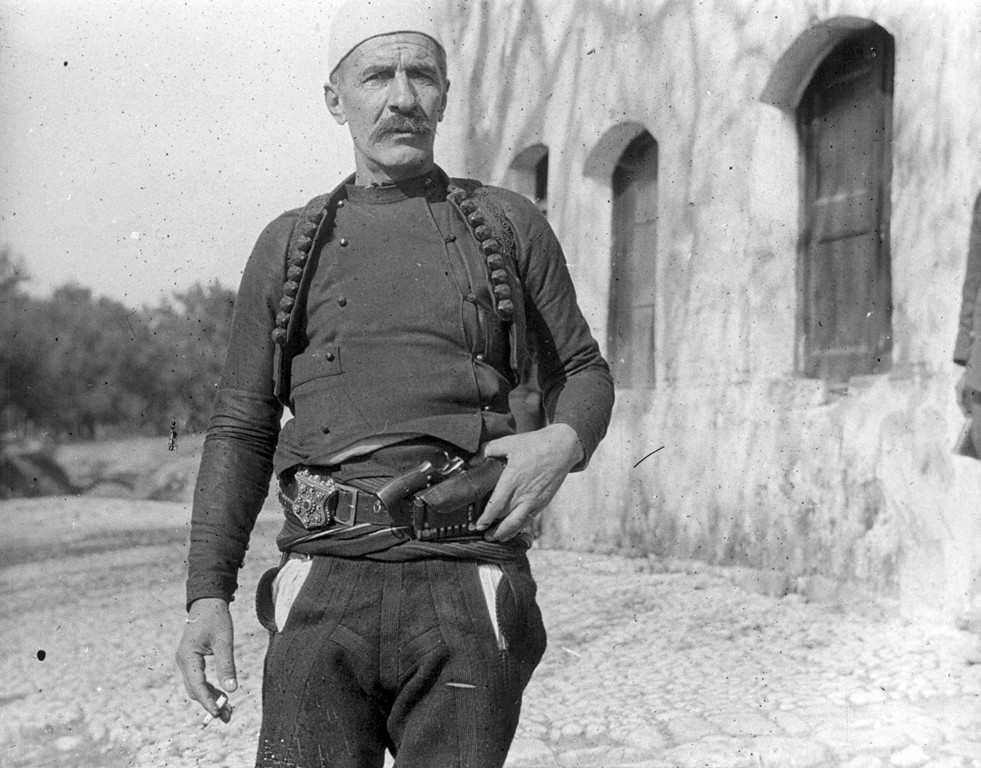
Іса Болетіні

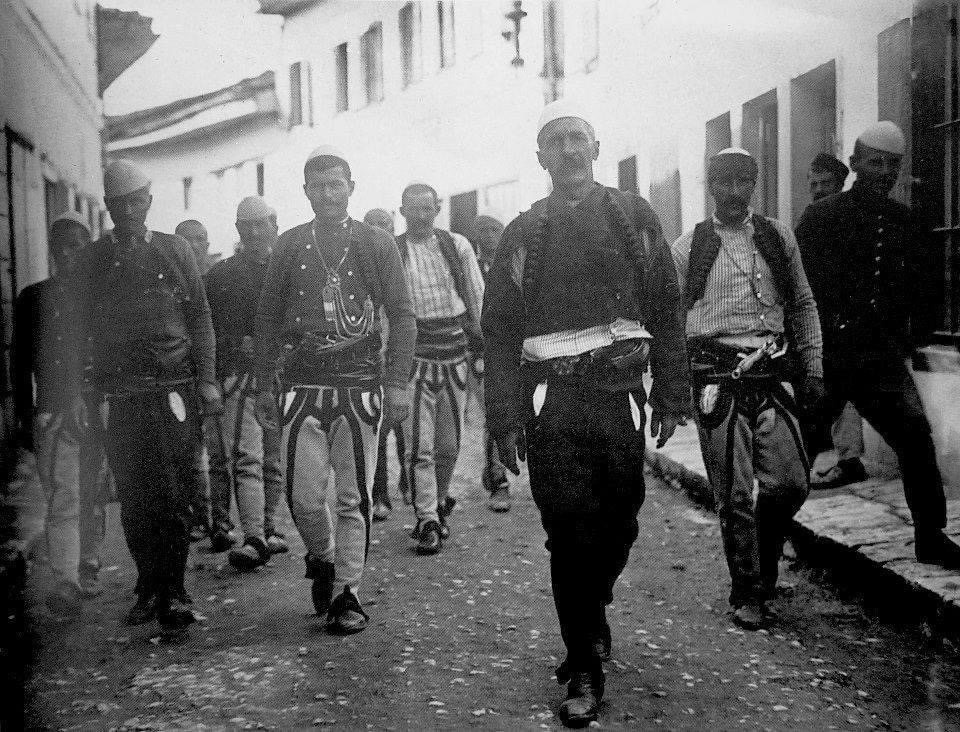
Болетіні у Вльорі, 1912

Іса Болетіні (алб. Isa Boletini; 23 січня 1864, Болетін — пом. 23 січня 1916, Подгориця) — албанський національний активіст і організатор повстання у Косово.
У 1878 році він вступив до Прізренської ліги у віці 14 років. Він брав участь у битві під Слівовою (квітень 1881) проти османських експедиційних сил, які були спрямовані на ліквідацію Ліги.
За свою діяльність Болетіні у 1902 році був депортований до Стамбула, де він перебував до 1906. З 1910 року він керував партизанською війною проти турків у регіоні Штімле. У 1912 році не зміг стати одним з підписантів Декларації незалежності Албанії у Вльорі, оскільки Ісмаїл Кемалі поспішив оформити урочистий акт не чекаючи приїзду делегатів-косоварів.
Разом з керівником албанського уряду Ісмаїлом Кемалі був представлений на конференції у Лондоні у 1913, яка повинна була узаконити албанську незалежність. Він залишився в Албанії, поки не покинув країну під час правління принца Вільгельма Віда, а потім повернувся до Косова.
Під час Першої світової війни Болетіні приєднався до албанського партизанського руху, боровся проти Сербії. У січні 1916 був убитий разом зі своїми синами Халілом і Західом у Чорногорії.
У 2004 році Ібрагім Ругова нагородив його орденом Героя Косово.